# Општина Шентруперт
Општина Шентруперт (словен. Šentrupert) је једна од општина Југоисточне Словеније у држави Словенији. Седиште општине је истоимено насеље Шентруперт.

## Природне одлике
Рељеф: Општина Шентруперт налази се у средишњем делу државе. Општина обухвата источни део историјске покрајине Долењске. Подручје општине је брежуљкасто и брдовито.
Клима: У општини влада умерено континентална клима.
Воде: Река Мирна је најзначајнији водоток у општини. Сви други водотоци су мали и уско локалног значаја.

## Становништво
Општина Шентруперт је ретко насељена.

## Насеља општине
| - Бистрица - Бриње - Весела Гора - Врх - Горење Јесенице - Долење Јесенице - Драга при Шентруперту - Забуковје - Залока | - Камње - Костањевица - Мали Цирник при Шентјанжу - Окрог - Прелесје - Равне над Шентрупертом - Раковник при Шентруперту - Равник | - Роженберк - Словенска Вас - Стража - Трстеник - Хом - Храстно - Шентруперт - Шкрљево |  |